# Chydarteres bicolor
Chydarteres bicolor är en skalbaggsart som först beskrevs av Voet 1778.  Chydarteres bicolor ingår i släktet Chydarteres och familjen långhorningar. Inga underarter finns listade i Catalogue of Life.